# أوبن شيفت
أوبن شيفت هي عائلة من منتجات برامج الحاويات التي طورتها ريد هات . منتجها الرئيسي هو منصة حاويات أوبن شيفت - وهي منصة سحابية هجينة كخدمة مبنية حول حاويات لينكس التي تنظمها وتديرها كوبرنيتيس على أساس ريد هات إنتربرايز لينكس . توفر المنتجات الأخرى لهذه العائلة تلك المنصة من خلال بيئات مختلفة: توزيعة كوبرنيتيس الأصلية OKD هي بمثابة المنبع الذي يحركه المجتمع (على غرار الطريقة التي فيها فيدورا منبعا لريد هات إنتربرايز لينكس) ، تتوفر العديد من طرق النشر بما في ذلك المدار ذاتيا، والسحابي الأصلي تحت ROSA و ARO و RHOIC على سحب أمازون AWS و مايكروسوفت أزور و آي بي إم بالترتيب، وكذلك أوبن شيفت أونلاين في صورة برنامج كخدمة، و أوبن شيفت مخصص كخدمة مُدارة .
تحتوي وحدة تحكم أوبن شيفت على طرق عرض موجهة للمطور والمدير. تسمح طرق عرض المدير للشخص بمراقبة موارد الحاوية وصحة الحاوية، وإدارة المستخدمين، والعمل مع المشغلين، وما إلى ذلك. يتم توجيه واجهات المطور حول العمل مع موارد التطبيق داخل مساحة الاسم. يوفر أوبن شيفت أيضًا واجهة سطر أوامر تدعم مجموعة شاملة من الإجراءات التي يوفرها واجهة أوامر كوبرنيتيس.

## تاريخ
جاء أوبن شيفت في الأصل من استحواذ ريد هات على ماكارا، وهي شركة تسوق لمنصة كخدمة (PaaS) قائمة على حاويات لينكس ، في نوفمبر 2010. أُعلن عن أوبن شيفت في مايو 2011 كتقنية خاصة ولم تصبح مفتوحة المصدر حتى مايو 2012. حتى الإصدار الثالث، استخدمت تقنية الحاويات وتكنولوجيا تنظيم الحاويات تقنيات مطورة حسب الطلب. تغير هذا في الإصدار 3 مع اعتماد دوكر كتقنية الحاوية ، و كوبرنيتيس كتقنية تنسيق الحاوية. يحتوي الإصدار الرابع على العديد من التغييرات المعمارية الأخرى - أبرزها هو التحول إلى استخدام CRI-O  كطبقة وقت تشغيل الحاوية (و بودمان للتفاعل مع الكبسولات والحاويات) ، و بيلداه كأداة لبناء الحاوية ، وبالتالي كسر الاعتماد الحصري على دوكر .

## البنية
يتمثل الاختلاف الرئيسي بين أوبن شيفت و فانيلا كوبرنيتيس في مفهوم الكائنات المرتبطة بالبناء. في أوبن شيفت ، تعتبر هذه الكائنات موارد كوبرنيتيس من الدرجة الأولى والتي يمكن تطبيق عمليات كوبرنيتيس القياسية عليها. يقدم برنامج عميل أوبن شيفت ، "oc" ، مجموعة شاملة من الإمكانات القياسية المجمعة في برنامج العميل الرئيسي "kubectl" الخاص بكوبرنيتيس. باستخدام هذا العميل ، يمكن للمرء أن يتفاعل مباشرة مع الموارد المتعلقة بالبناء باستخدام أوامر فرعية (مثل "new-build" أو "start-build"). بالإضافة إلى ذلك ، تتوفر تقنية جاهزة لبناء جراب أوبن شيفت أصيل تسمى Source-to-Image (S2I) ، على الرغم من أنه يتم التخلص التدريجي من هذا ببطء لصالح تكتون - وهي طريقة سحابية أصيلة للبناء والنشر إلى كوبرنيتيس. بالنسبة لمنصة أوبن شيفت ، يوفر هذا إمكانات مكافئة لما يمكن أن يفعله جنكينز .
بعض الاختلافات الأخرى عند مقارنة أوبن شيفت بكوبرنيتيس:
1. يستخدم خط إنتاج الإصدار 4 طبقة وقت تشغيل CRI-O - مما يعني أن خوادم دوكر غير موجودة في العُقد الرئيسية أو العُقد العاملة. هذا يحسن الوضع الأمني للكتلة.
2. التثبيت الجاهز لأوبن شيفت يأتي مع مستودع للصور.
3. تعد ImageStreams (سلسلة من المؤشرات إلى الصور التي يمكن ربطها بعمليات النشر) والقوالب (آلية تجميع لمكونات التطبيق) مما يتفرد به أوبن شيفت وتبسط نشر التطبيق وإدارته.
4. يطبق الأمر "new-app" الذي يمكن استخدامه لبدء نشر التطبيق تلقائيًا تسمية التطبيق (مع قيمة التسمية المأخوذة من وسيطة --name ) على جميع الموارد التي تم إنشاؤها نتيجة للنشر. هذا يمكن أن يبسط إدارة موارد التطبيق.
5. فيما يتعلق بالأنظمة الأساسية ، كان أوبن شيفت مقصورًا على عروض ريد هات الخاصة ، ولكن بحلول عام 2020 سيدعم آخرون مثل أمازون AWS و سحابة آي بي إم و vSphere وعمليات النشر المباشرة على الأجهزة مع أوبن شيفت 4.[13]
6. إن تنفيذ أوبن شيفت للنشر ، المسمى DeploymentConfig ، يعتمد على المنطق مقارنة بكائنات النشر المستندة إلى المُتحكِّم في كوبرنيتيس.[13] اعتبارًا من الإصدار 4.5 ، يتجه أوبن شيفت بشكل أكبر نحو عمليات النشر عن طريق تغيير السلوك الافتراضي لواجهة شطر الأوامر الخاصة به.
7. هناك OperatorHub مضمن. هذه عبارة عن واجهة مستخدم رسومية على الويب حيث يمكن للمستخدمين تصفح مكتبة مشغلي كوبرنيتيس التي تم تجميعها لإدارة دورة الحياة بسهولة، وتثبيتها. هذا يتضمن المشغلين المطورين من ريد هات والمشغلين المعتمدين من ريد هات والمشغلين المجتمعيين [14]

يتحكم أوبن شيفت بإحكام في أنظمة التشغيل المستخدمة. المكونات "الرئيسية" يجب أن تعمل بنظام ريد هات الأساسي CoreOS. يمكّن هذا المستوى من التحكم الكتلة من دعم ترقيات وترقيعات العُقد الرئيسية بأقل جهد. يمكن أن تقوم العقد العاملة بتشغيل أنواع أخرى من لينكس أو حتى ويندوز.
قدم أوبن شيفت مفهوم المسارات - وهي نقاط دخول حركة المرور إلى مجموعة كوبرنيتيس. تم تصميم مفهوم إدخال كوبرنيتيس على غرار ذلك.
يتضمن أوبن شيفت برامج أخرى مثل طبقات أوقات تشغيل التطبيقات بالإضافة إلى مكونات البنية التحتية من بيئة كوبرنيتيس. على سبيل المثال ، بالنسبة لاحتياجات المراقبة ، يتم تضمين بروميثيوس ، وهاوكولار ، وإستيو (وتبعياتهم). يُطلق على نسخة ريد هات التجارية الخاصة بإستيو اسم ريددهات سيرفيس ميش، وهي تستند إلى مشروع مفتوح المصدر يسمى مايسترا، والذي يوائم إستيو مع احتياجات أوبن شيفت مفتوح المصدر.

## المنتجات

### منصة حاوية أوبن شيفت
منصة حاوية أوبن شيفت (المعروفة سابقًا باسم أوبن شيفت إنتربرايز  ) هي منصة ريدهات الداخلية الخاصة كخدمة، مبنية حول حاويات التطبيقات المدعومة من CRI-O، مع تنسيق وإدارة مقدمة من كوبرنيتيس ، على نظام تشغيل ريدهات إنتربرايز لينكس و ريد هات إنتربرايز لينوكس كور أو إس (لب النظام).

### توزيعة أصل كوبرنيتيس OKD
OKD، الذي كان اسمه حتى أغسطس 2018 أوبن شيفت أورجن (الأصل)  (توزيعة المجتمع الأصل) هو المشروع المجتمعي المنبع الذي يستخدمه أوبن شيفت أونلاين و OpenShift Dedicated و منصة حاويات أوبن شيفت. بُني OKD حول جوهر حاويات دوكر وإدارة مجموعة حاويات كوبرنيتيس، وقد عُزِّز OKD بوظيفة إدارة دورة حياة التطبيق وأدوات عمليات التطوير DevOps. يوفر OKD منصة حاوية للتطبيقات مفتوحة المصدر. جميع الكود المصدري لمشروع OKD متاح بموجب ترخيص أباتشي (الإصدار 2.0) على غيت هاب .

### ريد هات أوبن شفت أون لاين
ريد هات أوبن شيفت أونلاين (RHOO) هي خدمة تطوير واستضافة تطبيقات السحابة العامة من ريد هات والتي تعمل على خدمات أمازون للويب وسحابة آي بي إم.
تم تصميم أوبن شيفت 3 حول كوبرنيتيس. يمكنه تشغيل أي حاوية قائمة على دوكر، لكن أوبن شيفت أونلاين يقتصر على تشغيل الحاويات التي لا تتطلب المستخدم الخارق.
يقدم ريد هات أوبن شيفت 4 دعمًا لـ IBM Z و IBM LinuxONE البيئات المحلية، والسحابية، والهجينة.

### أوبن شيفت المختص
أوبن شيفت المختص (OSD) عبارة عن مجموعة خاصة مُدارة من ريد هات، أُنشئت حول مجموعة أساسية من حاويات التطبيقات التي يشغلها دوكر، مع تنسيق وإدارة مقدمة من كوبرنيتيس، على أساس ريد هات إنتربرايز لينكس. وهي متوفرة في متاجر خدمات أمازون ويب (AWS) و سحابة آي بي إم و منصة جوجل السحابية (GCP) منذ ديسمبر 2016. يُعرض أيضًا مجموعة خاصة مُدارة على مايكروسوفت أزور تحت اسم أزور ريد هات أوبن شيفت.

### أساس بيانات أوبن سيفت
يوفر أساس بيانات أوبن شيفت (ODF) التخزين السحابي الصرف وإدارة البيانات وحماية البيانات للتطبيقات التي تعمل باستخدام النظام الأساسي لحاويات أوبن شيفت في السحابة  وفي مكان العمل، وفي البيئات الهجينة/متعددة السحابة.

### أوبن شيفت الوصول إلى قاعدة بيانات
ريد هات أوبن شيفت الوصول لقاعدة البيانات (RHODA) هي إمكانية في بيئات أوبن سيفت كوبرنيتيس المُدارة لتمكين المسؤولين من إعداد اتصالات بقواعد البيانات كخدمة من موفرين مختلفين. RHODA هي خدمة إضافية لأوبن شيفت المختص OSD و خدمة ريد هات أوبن شيفت على خدمة أمازون ويب (ROSA). تضمن إصدار ألفا الأولي من RHODA دعم MongoDB Atlas لـ MongoDB و Crunchy Bridge لـ PostgreSQL.

## أنظر أيضا
- أوبن ستاك
- أباتشي سيرفس ميكس

## مزيد القراءة
- Jamie Duncan؛ John Osborne (مايو 2018). OpenShift in Action. Manning Publications Co. ISBN:978-1-6172-9483-9.
- Stefano Picozzi؛ Mike Hepburn؛ Noel O'Conner (مايو 2017). DevOps with OpenShift. O'Reilly Media. ISBN:978-1-4919-7596-1.
- Grant Shipley؛ Graham Dumpleton (أغسطس 2016). OpenShift for Developers. O'Reilly Media. ISBN:978-1-4919-6138-4.
- Steve Pousty؛ Katie Miller (مايو 2014). Getting Started with OpenShift. O'Reilly Media. ISBN:978-1-4919-0047-5.

## روابط خارجية
- الموقع الرسمي